# Vytautas Andriuškevičius
Pour les articles homonymes, voir Andriuškevičius.
Vytautas Andriuškevičius est un footballeur international lituanien né le 8 octobre 1990 en Lituanie.

## Biographie

### En sélection
Vytautas Andriuškevičius est convoqué pour la première fois par le sélectionneur national Raimondas Žutautas pour un match amical face à l'Arménie le 10 août 2011. Il entre en jeu à la place d'Andrius Skerla à la 65e minute de jeu.
Il compte 8 sélections et 0 but avec l'équipe de Lituanie depuis 2011.

## Palmarès
- Avec le FBK Kaunas :
  - Champion de Lituanie en 2007.
  - Vainqueur de la Coupe de Lituanie en 2008.

## Statistiques détaillées

### En club
| Saison                | Club                  | Championnat           | Championnat | Championnat | Coupe(s) nationale(s) | Coupe(s) nationale(s) | Compétition(s) continentale(s) | Compétition(s) continentale(s) | Compétition(s) continentale(s) | Sélection | Sélection | Sélection | Total | Total |
| Saison                | Club                  | Division              | M.          | B.          | M.                    | B.                    | Comp.                          | M.                             | B.                             | Équipe    | M.        | B.        | M.    | B.    |
| 2007                  | FBK Kaunas            | A Lyga                | 1           | 0           | -                     | -                     | -                              | -                              | -                              | -         | -         | -         | 1     | 0     |
| 2008                  | FBK Kaunas            | A Lyga                | 0           | 0           | -                     | -                     | -                              | -                              | -                              | -         | -         | -         | 0     | 0     |
| 2009                  | FBK Kaunas            | II Lyga               | 11          | 0           | -                     | -                     | C3                             | 2                              | 0                              | -         | -         | -         | 13    | 0     |
| 2010                  | FBK Kaunas            | I Lyga                | 5           | 1           | 2                     | 0                     | -                              | -                              | -                              | -         | -         | -         | 7     | 1     |
| 2010 - 2011           | Lechia Gdańsk         | Ekstraklasa           | 17          | 0           | 3                     | 0                     | -                              | -                              | -                              | -         | -         | -         | 20    | 0     |
| 2011 - 2012           | Lechia Gdańsk         | Ekstraklasa           | 13          | 0           | 1                     | 0                     | -                              | -                              | -                              | Lituanie  | 4         | 0         | 18    | 0     |
| 2012 - 2013           | Lechia Gdańsk         | Ekstraklasa           | 2           | 0           | -                     | -                     | -                              | -                              | -                              | Lituanie  | 2         | 0         | 4     | 0     |
| Total sur la carrière | Total sur la carrière | Total sur la carrière | 49          | 1           | 6                     | 0                     | -                              | 2                              | 0                              | 0         | 6         | 0         | 63    | 1     |